# همنشین بد (فیلم ۱۹۴۶)
همنشین بد (انگلیسی: Bad Company) فیلمی در ژانر درام است که در سال ۱۹۴۶ منتشر شد.